# 福岡市「教師によるいじめ」事件
福岡市「教師によるいじめ」事件（ふくおかし「きょうしによるいじめ」じけん）は、2003年、福岡市の市立小学校の男性教諭が、アメリカ人を先祖にもつとされる児童（事実は未認定）に対して、人種差別に基づくいじめを行ったとされて教師が処分されたものの、裁判後、いじめの事実が認定されないとして処分が取り消された事件。福岡市教育委員会が全国の教育委員会で初めて「教師によるいじめ」を認め、教諭を懲戒処分としたことで、マスメディアでも大きく取り上げられた。しかしその後、報道は収束。児童の両親側の主張のみを鵜のみにし煽情的に報じたメディア報道のあり方も問われた。2013年、福岡市人事委員会は「いじめ」の事実は認められないとして、教師の懲戒処分を取り消した。
当事件を追ったノンフィクション作家の福田ますみの著書 『でっちあげ 福岡「殺人教師」事件の真相』 を原案に、「でっちあげ 〜殺人教師と呼ばれた男」のタイトルで映画化されることが、東映より発表された。

## 事件の概要
2003年6月、朝日新聞(西部本社)が「小学校教諭が小4児童をいじめ」との見出しで記事を掲載。母親の曽祖父がアメリカ人である児童に対して、担任の男性教諭が人種差別に基づくいじめを行っていると報じた。同年8月、福岡市教育委員会は教諭を停職6か月の懲戒処分。さらに同年10月には『週刊文春』が「『死に方教えたろうか』と教え子を恫喝した『殺人教師』」との見出しで本事件を報道。教諭の実名を報じ、「いじめ」の内容を、次のように詳細に伝えた。
- 家庭訪問の際、児童の曽祖父がアメリカ人であることを聞いた教諭が、児童の「血が穢れている」などの人種差別発言を行った[5]。
- 翌日以降、児童らが帰り支度をしている際、教諭は児童に対し、教諭が10数える間に帰りの準備をするように命令。できないと「ミッキーマウス(両耳を掴んで持ち上げる)」「ピノキオ(鼻をつまんで振り回す)」などの「刑」の中から児童に選ばせ、実行するという体罰を行うなどした。これにより、児童は耳を切るなどの怪我をした[6]。
- さらに教諭は児童に対して「お前は生きとる価値がなかけん、死ね」などと発言[7]。
- 教諭によるこれらの虐待行為により、児童はPTSDと診断された[7]。

これが、教育委員会が「教師によるいじめ」を全国で初めて認定した事件とされる。上記『週刊文春』の報道を受けて、全国ネットのワイドショーもこの事件を取り扱う過熱報道が行われた。一方の教諭も、当初は「いじめ」の事実を認めていたものの、その後、報道されているような体罰やいじめは行っていないと反論。マスコミの取材にも応じ、自身の身の潔白を訴えるようになった。
2003年10月8日、児童とその両親は、500人を超える弁護団を結成、福岡市と教諭個人を被告として、民事訴訟を提起。しかし、訴訟では「児童の曽祖父がアメリカ人」という原告児童・両親の当初の主張が虚偽と判明。さらに、開示された児童のカルテの記載からは、児童のPTSDの症状が認められないなどとして、被告は事実関係を激しく争った。結局、2008年に言い渡された福岡高等裁判所判決では、原告らの主張のほとんどが認められず(後述)、市の児童に対する330万円の支払いが命じられるにとどまった(確定)。
その後、教諭の不服申し立てを受けていた福岡市人事委員会が、市教委の行った懲戒処分を審査。2013年1月、教諭によるいじめの事実は認められないとして、懲戒処分をすべて取り消す裁決がなされた。

## 事件の経緯
年齢・肩書は当時のもの。出典のない事項は本事件の確定判決の記載による。
- 2003年4月 - 男性教諭(46歳[5]。以下単に「教諭」という)が、福岡市西区の市立小学校(以下単に「学校」という)4年3組の担任となる。
- 4月18日 - 教諭が、4年3組に在籍する男子児童(9歳。以下単に「児童」という)の右の頬を、右手の甲で叩く。この児童が、他の児童に対して続けて暴力をふるっており、口頭で注意してもやめなかったからという[14][15]。
  - なお、この体罰については教諭も当初から認めており[14]、懲戒処分の理由の1つともなっている[16]。もっとも、裁判では、原告からは上記事実は主張されなかった[16][17]。
- 5月12日 - 教諭が児童宅を家庭訪問。面談は児童の母親が応じ、午後8時頃から10時30分頃まで続けられた。
- 5月30日 - 児童の両親が学校に最初の抗議。家庭訪問時の差別発言や、家庭訪問の翌日以降、体罰が行われていることなどを校長に訴えた。
- 6月9日 - 授業中に教諭は、児童に対して謝罪。この日以降、教諭の授業には、他の教師が立ち会うようになった。
- 6月16日 - 授業に他の教師が立ち会うのは教諭の行動を監視するためであったが、あべこべに「監視が付いているのは、児童が悪いからだという噂が広まっている」として、児童の母親が保護者会の開催を求めた。
- 6月17日 - 教諭が、児童の両親に対して「体罰を通り越して、いじめていました」と謝罪。
- 6月20日 - 4年生の社会科見学が行われ、児童・教諭も参加。その後、午後8時20分頃、児童の両親が学校に抗議。教諭が監視の目を盗んで体罰を加えていることを述べ、担任の交代を要求。
- 6月23日 - 学校が4年3組の保護者を対象に懇談会を開催。教諭が児童に対して行ったいじめについて説明し、担任の交代を告げた。
- 6月27日 - 朝日新聞(西部本社)[2] が本事件を報道。
- 7月2日 - 福岡市教育委員会が、教諭に対して、事情聴取を開始。聴取は、8月19日まで8回にわたり行われた。
- 7月7日 - 4年3組の児童28名を対象に、教諭のいじめ行為についてのアンケートが行われる。
- 8月22日 - 福岡市教育委員会が、教諭に対し、停職6か月の懲戒処分を行う。
- 9月5日 - 児童が久留米大学病院で前田正治医師の診察を受ける。前田医師は心因反応、抗うつ反応と診断し、児童に対し通学を取りやめ自宅で療養するように指示。投薬治療も開始した。
- 10月2日 - 『週刊文春』が本事件を報道[4]。
- 同日 - 前田医師が児童をPTSDと診断。
- 10月8日 - 児童とその両親が原告となり、学校の設置主体である福岡市と教諭を被告として、福岡地方裁判所に提訴。教諭のいじめにより、児童が重篤なPTSDに罹患したとして、約1300万円[11] の損害賠償の支払いを求めた(その後、請求額を約5800万円に拡張)。
  - 福岡市のみならず、教諭個人も被告に加えた理由について、訴状では、不法行為の加害者が公務員であるというだけで免責される[18] のは不合理である旨述べている[19]。
- 10月10日 - 教諭が福岡市人事委員会に対して懲戒処分の取り消しを求めて審査請求を行う[20]。
  - このとき、教諭は地元のテレビ局に対し、いじめや体罰の事実を否定し、その後マスコミの取材を受けるようになる[21]。
- 10月14日 - 児童が久留米大学病院精神神経科の閉鎖病棟に入院。入院は翌2004年4月16日まで続いた。
  - 児童は入院中も原則的に週末は自宅に外泊することなり、外泊中は学校でサッカーをするなどしていた。
- 10月30日 - 前田医師が児童のPTSDについて記者会見。会見を行ったのは、児童宅の周辺地域で、児童がPTSDに罹患していないなどの噂が流れていたためであった。
  - このような噂が流れたのは、児童が「入院」後も学校でサッカーをしていたからである[22]。この点につき前田医師はサッカーはリハビリテーションのためであるなどと答えた[22]。
- 12月5日 - 福岡地裁301号法廷で第1回口頭弁論[23]。大谷辰雄弁護士の呼びかけにより結成された原告側弁護団は550名にも及んだ[23]。原告の請求に対し、被告福岡市は請求棄却を求めたが、一方で、市教委が認めた事実や、訴訟で明らかにされる事実については責任を負う旨を述べた[24]。被告教諭はこの段階でも代理人を見つけることができず、認否を留保[25]。
- 12月18日 - ノンフィクション作家の福田ますみが『新潮45』2004年1月号で本事件のルポルタージュを掲載。
- 2004年1月下旬 - 被告教諭が南谷洋至・上村雅彦の両弁護士を代理人に選任。
- 2月2日 - 第2回口頭弁論。被告教諭は体罰や差別発言の事実をすべて否定し、事実関係を争うとした[26]。
- 3月28日 - 児童がインターナショナルスクールに編入。
- 4月16日 - 児童が久留米大学病院を退院。
  - 児童は退院後も定期的に久留米大学病院へ通院し、抗うつ剤や精神安定剤の投薬治療を受けた。
- 2006年1月27日 - 被告教諭側は、東邦大学医学部佐倉病院・黒木宣夫助教授が作成した、児童のPTSDに関する医学的意見書を福岡地裁に提出。意見書では、児童のPTSDの診断に際し、事実関係の確認が不十分であることが指摘され、児童へのPTSDの診断は誤診の可能性が高いと書かれた[27]。
- 3月27日 - 第1審の口頭弁論が終結[28]。
- 4月 - 児童が熊本市の私立中学校に入学。一方、教諭は教職へ復帰。本件の学校とは別の小学校へ異動[29]。
- 7月28日 - 第1審判決。福岡地裁(野尻純夫裁判長[30])は、被告福岡市に、児童に対して220万円の支払いを命じる判決を言い渡し、原告らのその余の請求を棄却した(一部認容・一部棄却判決)。
  - 一部認容の理由は、教諭が児童に対し家庭訪問の翌日から週に3、4回、アンパンマンやミッキーマウスの体罰を行ったこと、 授業中やゲーム中に「アメリカ人」「髪が赤い」と述べたこと、児童の「ランドセルをごみ箱に入れたことが不法行為に当たるというもの[30][31]。
  - 一方、体罰については、原告が主張するような、怪我をするほどの強い力でほぼ毎日行われたものと認めることはできないと判断[30]。また、上記以外の差別発言や自殺強要発言も認められないとした[30]。さらに、PTSDの主張も退けた[32]。
- 8月10日[33] - 第1審判決に対し、児童・両親は福岡高等裁判所に控訴。請求額は約5400万円に減縮された。
  - 福岡市が附帯控訴。
- 2007年3月5日[34] - 児童・両親は教諭に対する請求につき、控訴を取り下げた。これにより、教諭を被告とする第一審判決(請求棄却)が確定。控訴審は児童・両親と福岡市のみを当事者として争われることになった。
  - 教諭に対する控訴を取り下げた理由について、原告側は、児童本人が教諭が本訴訟に関与しないならば本人尋問に応じたいと決意したからと説明[35]。これに対し、教諭代理人弁護士の南谷は、当初は教諭に対し、教職を去るべきとまで非難[8] していたにもかかわらず、潔白を主張して争っている教諭の関与を排除するのは正義に反すると批判[36]。
  - 教諭は福岡市に補助参加し、当事者ではなく、補助参加人として控訴審に関与することとなった。
- 7月9日 - 児童(このとき13歳)の本人尋問が非公開で行われる[37]。
- 2008年2月7日 - 裁判所が和解勧告[38]。当事者双方がこれに応じ、協議に入る。
- 3月19日 - 金額面で折り合わず、和解が不調に終わる[38]。
- 11月25日 - 控訴審判決(石井宏治裁判長)。1審と全く同様の事実を認定して[39]、教諭の体罰や発言が不法行為に当たると指摘。市の賠償責任を認めた。ただし、賠償額は330万円に引き上げられた。
  - この判決については双方が上告せず、確定した[12]。
- 判決確定後、教諭が市人事委員会に申し立てていた懲戒処分に関する審理が再開された [40][41][42]。
- 2013年1月17日 - 市人事委員会が教諭に対する懲戒処分をすべて取り消す旨の裁決[41][43]。
  - 裁決に対し、市教委は、処分を受け入れ[13]、再審査請求は行わないと述べた[41]。
  - 教諭代理人弁護士の南谷は、この取消裁決につき、常識的な判断を行った当然の結論であるとコメント[43][44]。
  - 教諭本人は、ようやく自分の主張が認められたとコメント[44]。
  - 児童らの代理人弁護士の大谷は、極めて不当な裁決であるとコメントした[43]。

## 当事者の主張と福岡市・裁判所の判断
- 出典のない事項は確定判決による。

### 児童・両親の主張
児童・両親が主張した、教諭の「いじめ」の主な内容は次のとおりである。
「血が混ざっている」発言
家庭訪問の際、児童の尊属にアメリカ人がいると聞いて「血が混ざっている」ないし「血が混じっている」と発言した。
家庭訪問中の差別発言
家庭訪問中、児童や母親に対し「やっぱり純粋じゃない」「日本は島国で、昔は純粋な日本人の血の人間ばかりだったのに、だんだん外国人が入ってきて、穢れた血が混じってしまった」その他の差別発言、アメリカ批判、キリスト教批判を行った。
学校での体罰
家庭訪問の翌日以降、児童に対し、10数える間に荷物を片付けろなどの命令を行い、これができないと「アンパンマン」「ミッキーマウス」などの体罰を加えた。
体罰による怪我
上記体罰が連日行われ、児童は鼻血を出したり、歯が折れたり、耳が切れるなどの怪我を負った。
授業中の差別発言(1)
教諭が授業中に、児童に対し「アメリカ人」「髪が赤い人」などの差別発言を行った。
授業中の差別発言(2)
さらに「外国人の血が混じっているので血が穢れている」「アメリカ人は頭が悪い。だからお前も頭が悪い」「キリストはでたらめを言い、楽ばかりしたから、最後は磔にされて殺された。お前も苦しめ」などの差別発言を行った。
児童の持ち物をごみ箱に捨てた行為
児童のランドセルや持ち物をごみ箱に捨てた。
自殺強要発言
児童に対し「お前は生きとう価値がない。死ね」などと述べて自殺を強要した。
児童のPTSD
上記のような教諭の度重なるいじめ行為により、児童はPTSDに罹った。

### 教諭の主張および福岡市・裁判所の判断
上記児童らの主張に対する教諭の反論、福岡市教育委員会(2003年8月22日)、福岡高等裁判所(2008年11月25日)、福岡市人事委員会(2013年1月17日)の判断は以下のとおりである。
| 児童らの主張                     | 教諭の主張                         | 市教委の判断                                     | 裁判所の判断                                                                         | 人事委の判断                           |
| -------------------------------- | ---------------------------------- | ------------------------------------------------ | ------------------------------------------------------------------------------------ | -------------------------------------- |
| 「血が混ざっている」発言         | 認める                             | 認められる                                       | 判断せず                                                                             | 認められる                             |
| 家庭訪問中の差別発言             | 否定                               | 認められない                                     | 認められない                                                                         | 児童らの主張は「虚偽というべきである」 |
| 学校での体罰                     | 否定                               | 認められる                                       | 判断せず                                                                             | 認められない                           |
| 体罰による怪我                   | 否定                               | 認められない                                     | 認められない                                                                         | 認められない                           |
| 授業中の差別発言(1)              | 否定                               | 認められる                                       | 判断せず                                                                             | 認められない                           |
| 授業中の差別発言(2)              | 否定                               | 認められない                                     | 認められない                                                                         | 認められない                           |
| 児童の持ち物をごみ箱に捨てた行為 | ランドセルをごみ箱の上に置いただけ | ランドセルをごみ箱の上に置いた、ないし中に入れた | 床に落ちていたランドセルを拾い、持ち主は取りに来るように呼びかけた上、ごみ箱に捨てた | ランドセルをごみ箱に入れた(指導目的)   |
| 自殺強要発言                     | 否定                               | 審査せず                                         | 認められない                                                                         | 審査せず                               |
| 児童のPTSD                       | 否定                               | 審査せず                                         | 認められない                                                                         | 審査せず                               |

- 人事委員会は、教諭が児童のランドセルをごみ箱に入れた行為は、いじめではなく教育指導目的と認定。ただし、指導としても行き過ぎであると述べた[42][45][47]。
- 裁判所が「判断せず」とした項目は、被告福岡市が自白したために、証拠調べによる事実認定の対象にならなかったことによる。
- 市教委が「審査せず」とした項目は、懲戒処分の直前ないし処分後に児童らから主張されたものであるため[51]。
- 人事委が「審査せず」とした項目は、当該項目が審査の対象である懲戒処分の処分理由に含まれていないことによる。

## 当事者の発言の変化

### 教諭
当初は児童らに謝罪していた教諭も、福岡市教育委員会の聴取が始まった頃から事実関係を否定し、2003年10月以降はマスコミ取材に応じて体罰やいじめの事実を否定するようになった。このような発言の変遷については、原告側弁護士も当然問題とした ほか、懲戒処分を行った市教委も「当初は事実を認めていた内容の多くを否定または変更し、関係者全般に混乱をもたらし、校務に支障を生じさせた」として処分の理由に加えている。さらに『週刊文春』は、上記処分理由を引用して教諭を「市教委公認の嘘つき教師」と非難した。
上記発言の変遷の理由について、教諭は、こう答えている。以前、児童の頬を一度叩いたことがあり、また家庭訪問の際、児童の曽祖父がアメリカ人という話を母親から聞いて「アメリカの方と血が混じっているから、ハーフ的な顔立ちをしているんですね」とも述べた。校長からは、児童がショックを受けていると聞いたので、上記のことが理由になったのではないかと思い、謝罪した。しかし、児童の両親は全く身に覚えのないいじめや体罰までも言い出し、これを否定しても聞く耳をもたなかった。校長も事態を収めるために謝罪するように求めてきたため、これに従った。ところが、さらに両親の要求がエスカレートし、マスコミにも知られるところとなったので、本当のことを言おうと決めた。
なお、教諭が「当初は事実を認めていた内容の多くを否定または変更」した点については、市人事委員会は裁決の中で「両親による抗議の内容と申立人から聞き取りをした内容との間に大きな隔たりがあり、このことを十分に認識していたにもかかわらず、事実を十分に解明することもないままに、申立人の側に不適切な言動があるとして、申立人に謝罪するように指導」したなどと述べ、逆に学校の対応に問題があったとした。

### 児童・両親
児童とその両親の主張は、教諭がアメリカ人を尊属にもつ児童に対して人種差別に基づくいじめを行ったというものであるが、アメリカ人の尊属についての主張の内容は、以下のように変化している。
| 日付          | 掲載媒体             | 記述                                                 | 左の記述を児童から見た場合       |
| ------------- | -------------------- | ---------------------------------------------------- | -------------------------------- |
| 2003年6月27日 | 朝日新聞             | 母親の曽祖父が米国人                                 | 児童の祖父または祖母がクォーター |
| 月日不明      | 久留米大病院のカルテ | 母親の父方の祖父がハーフで父はクォーター             | 児童の祖父がクォーター           |
| 2003年10月2日 | 週刊文春             | 母親の祖父がアメリカ人                               | 児童の母がクォーター             |
| 2003年10月8日 | 訴状                 | 児童の曽祖父がアメリカ人                             | 児童の母がクォーター             |
| 2004年6月     | 陳述書(児童の母)     | 私の祖父がアメリカ人とのハーフ                       | 児童の祖父または祖母がクォーター |
| 月日不明      | 準備書面             | 母親の母がハーフの父と日本人との母との間に生まれた子 | 児童の祖母がクォーター           |

これらの発言の多くは、児童の母親の説明に基づくものである。2005年3月1日付の陳述書において、母親は発言の変遷について、父方の祖父がハーフである(カルテの記載)と話したのは、以前母親がそう説明したのを信じていたからであり、その母親とは一時縁を切っていたので、親族のことを話すのが煩わしく、適当な返事をしてしまった、関係者に迷惑をかけて申し訳ないと思っている、と述べた。
原告らが最終的に維持した「母親の母方の祖父がハーフ」である事実は戸籍には現れないため、被告側はこの主張の変遷を、実際にはアメリカ人の尊属がいないにもかかわらず、その虚構を維持するための架空の事実ではないかと疑った。第1審での福岡市の最終準備書面では、もしも母親が、尊属にアメリカ人がいないことを知っていたのであれば、混血の問題に苦しむ児童に真実を告げなかったことになるとして、この問題の重要性を強調した。
これに対して、児童の父親は、陳述書で被告福岡市の訴訟態度を批判。当初はPTSDを認める構えを見せていたにもかかわらず、被害者である児童らのプライバシーを暴こうとしているなどと述べた。
原告代理人も、裁判の争点は原告の尊属に外国人がいるか否かではなく、児童がいじめを受けた際に自身を混血と考えていたどうかであると主張していた。確定判決でも、アメリカ人尊属の存在の有無については認定されなかった。

## マスコミ報道
- 肩書は当時のもの。

後記福田および有田によれば、 事件当時は以下のような状況だった。
朝日新聞西部本社がこの事件を最初に記事にした後、学校にはマスコミが殺到し、同校は子供達に対して、取材に応じないよう呼びかけるなどして対応した。さらに『週刊文春』がセンセーショナルに報じたことで、本事件は全国区の話題となり、福岡には東京からも記者が押し寄せてきた。「殺人教師」に対するバッシング報道が続けられ、実名や顔写真を晒された教諭は、一時は自殺を考えるまでに追い込まれた。また、マスコミ報道によって事件の渦中に飲み込まれた小学校では、体調を崩す児童も現れ、学校はスクールカウンセラーを設置するなどの対策を迫られた。4年3組の児童だった者の中には、当時、学校に来たテレビの中継車を同級生と眺めながら、テレビや大人は嘘を言っていると話し合っていたと述べるものもいた。
だが、このような過熱報道も、間を置かず収束していくことになる。4年3組の保護者らに聞き込みを行っても、教諭の体罰を見たという児童が現れない ことや、担当医が重篤なPTSDと診断し、体罰場面を思い出させる場所では強い回避の症状が見られると説明する児童が、体罰が行われていた学校で、土曜日・日曜日はほとんどかかさずサッカーをしていたことなどから、マスコミの中でも事件に関する疑惑が囁かれるようになっていた。
もっとも、事件を公平に報じ、あるいは報道の問題点を指摘するメディアもあった。2003年10月13日放送の「ザ・ワイド」(日本テレビ・読売テレビ)はテレビで最初に教諭の言い分を報じた。また、翌14日放送の「スーパーモーニング」(テレビ朝日)は、報道されているような壮絶な体罰があれば他の児童や保護者も気づくはずだが、取材の範囲ではそういった事実は見つからないと報じた。第1審判決を報じた地元のRKB毎日放送は、ほとんどのメディアが児童側に立ち、客観的な報道がなされていなかったことを指摘した。

### 福田ますみ
福田は2003年11月下旬に福岡に入り取材を開始。学校周辺での聞き込みを行い、保護者や学校の児童らを取材した。さらに、教諭本人、懲戒処分を行った市の担当者、児童らの代理人弁護士、児童らの親族にも取材し、『新潮45』2004年1月号に記事を投稿。
その後も裁判傍聴 などの取材を重ね、『中央公論』2006年1月号でも本事件の記事を発表した。
第1審判決後、2007年1月に、取材の経緯をまとめた書籍『でっちあげ』を刊行。教諭の身の潔白を訴えた。同書は同年、第6回新潮ドキュメント賞を受賞。
同書刊行後も福田は本事件の取材を続け、2010年1月刊行の『でっちあげ』新潮文庫版では、巻末に控訴審のレポートが追加されている。
さらに、2013年1月になされた、教諭に対する懲戒処分の取消裁決についても雑誌に記事を書き、また新潮社のウェブサイトで報じた。
福田によれば、本事件の真相は次のとおりである。報道されたような教諭の「いじめ」や「体罰」は実際には行われていない。裁判所が「相当軽微」ながら教諭の体罰を認めたのも、すでに教諭のいじめを認めて懲戒処分も下していた市側が、裁判において事実関係の一部を争わなかったからである。しかし、市教委が認定した教諭のいじめの事実は、市人事委員会によって否定された。このことは、訴訟において市が前提としていた事実が覆ったことを意味する。したがって、判決の内容も事実上無効となったといえる。
さらに、児童側の言い分を一方的に報じたメディアの問題にも言及。『でっちあげ』では本事件を報じた朝日新聞・西日本新聞・毎日新聞・『週刊文春』の記者らにも取材を行った。
偏向報道の原因として、福田は以下の点を指摘している。本事件が起こった2003年当時、教師らはモンスターペアレントに代表される、学校に対して強圧的な態度をとる保護者に頭を悩ませていたが、マスコミはこういった現状を認識していなかった。そのため、校長や教育委員会が早々に「いじめ」の事実を認めた本事件では、教諭によるいじめがあったものと即断してしまい、十分な裏付け取材を行わなかった。もしも、取材の基本に忠実に聞き取り取材を行って当事者の人となりや評判を把握していれば、当初のような一方的な報道にはならなかったはずである。

### 有田芳生
ジャーナリストの有田は本事件当時、「ザ・ワイド」のコメンテーターをしていた。『週刊文春』の記事を読んで、 教諭の言動に呆れ驚いたが、番組スタッフが現地で行った取材の結果が放送されたのを見て、同記事の内容に違和感を覚えた。番組では「報道されたことが事実ならば」との前置きを付けて事件のコメントをした。
有田は福田の『でっちあげ』を高く評価。同書の文庫版の解説も引き受けた。
同解説において有田は、痴漢冤罪事件と同様に、本事件は誰の身にも起こりうる事件であると指摘。さらに、一時的に過熱報道が行われ、続報が途絶えてしまうのは、現在のメディアが抱える構造的な問題であると書いている。

### 西岡研介
西岡は、2003年9月に福岡入り。児童の母親、学校の校長、市教委などを取材した。教諭にも手紙を書くなどしてコンタクトをとったが、取材を拒否された。この取材拒否の理由について、教諭は「校長から西岡がかなりきついことを言う記者で、教諭の名前を出すとも言っており、何を書かれるか分からないから気をつけろと言われたから」と答えている。
同年10月2日発売の『週刊文春』では、児童の母親や同級生の保護者の証言として、教諭が家庭訪問の際、児童には「穢れた血が混じっている」などの人種差別発言を行ったことや、家庭訪問の翌日以降、児童に体罰を連日行い、鼻血や歯を折ったりするなどの怪我を負わせたことなどを報じた。同記事は、そのタイトルに「史上最悪の『殺人教師』」、リード文には「悪魔のような教師」などと書き、さらには教諭の実名、顔写真や自宅の写真をも掲げて教諭を強く非難した。
上記記事掲載から11日後の11月13日、『ザ・ワイド』は、教諭の「反論」を放送。さらに翌14日には、『サンデーモーニング』が、児童や保護者に尋ねても、いじめや体罰の話が出てこないと報じた。
これに対し西岡は、同月23日発売の『週刊文春』において、教諭を擁護しているテレビ局があるとして上記2番組を批判。学校が4年3組の児童に対して行ったアンケート では、児童の8割が「体罰を見た」と回答していることなどを新たに指摘。さらに、児童らの弁護団が、教諭の体罰により折られた児童の歯を保管しているなどと書いた。
もっとも、上記の「アンケート」については、市の担当者が当初より調査方法の曖昧さを認めていた。教諭が市人事委員会に申し立てた審査請求審では、アンケートの信用性自体が否定されている。テレビ局が教諭の言い分を垂れ流しているという西岡の批判に対して、前記有田は、西岡が教諭に対する聞き取りを行っていないことを指摘しつつ、当事者から話を聞くのは取材の基本であると反論している。西岡の主張する「弁護団の保管する折れた歯」については、後に原告の弁護士が、知らない、保管していないと回答した。
西岡にも取材した福田は、裁判の経過を福田が伝えても西岡は聞こうとしなかったことを挙げ、『週刊文春』に記事を書いた後は、この事件についての関心を失ったのだろうと評した。
その後、西岡は福田に対する批判を展開。2010年3月発行の烏賀陽弘道との対談で、福田の『でっちあげ』に言及し、裁判では教諭のいじめ行為が認められていると述べ、自身の記事が大筋において正しいと訴えた。もっとも、下記に示すように、実際には西岡が記事に書いたいじめ行為は、裁判では認められていない。
| 『週刊文春』に書かれた教諭の虐待行為                                                                        | 福岡高裁の判断とその主な理由 |
| --- | --- |
| 家庭訪問での「この子には穢れた血が混じっているんですね」などの差別発言                                      | 認められない。母親が主張する家庭訪問中の発言は教師として極めて異常であるのに、両親はその後2週間以上、何の抗議もしていない。教諭がアメリカ批判を行ったのち、アメリカの会社のダイエット食品を紹介したという母親の供述は不自然。一方、これを否定する教諭の供述は概ね一貫しており信用できる                                                                 |
| 家庭訪問後の暴力により、児童は耳を切り、歯を折り、右太ももに加療3週間の怪我を負うなど、連日傷だらけになった | 認められない。両親以外に教諭の暴行について学校に抗議をしたものがいない。これを見たとする他の児童の供述の信用性に疑問がある。「アンパンマン」で歯が折れるとは考えにくい。以前から児童はアレルギー性鼻炎・両外耳道湿疹と診断されている 。母親が児童の暴行を知ってから整形外科に受診するまでの期間が長く、不自然。これら以外に児童が治療を受けた記録がない |
| ごみ箱の中に児童の持ち物とランドセルを放り込み、上から足で踏みつけて「5秒で片付けろ」と命令                 | 認められない。児童の供述以外の証拠が見られず、その児童の供述も全般的に信用性に疑問がある。教諭が、帰りの会の際、床に落ちていたランドセルを拾い、持ち主に取りに来るように呼びかけた上、ごみ箱に捨てたことが認められる |
| 「お前には生きとる価値がなかけん、死ね」などの自殺強要発言                                                  | 認められない。児童の供述には母親による誘導の跡が窺われるほか、全体として曖昧である。6月の社会科見学では、児童が教諭を恐れている様子は見られなかった。同年6月から9月まで通院していた病院の診療記録では、児童は学校生活を楽しんでいたことが窺われる。両親は児童から自殺強要発言を聞いた後も、病院に相談するなどの対応をしていないのは不自然               |
| 授業に監視がついた後の暴行                                                                                  | 判断せず。 |
| 児童の同級生宅に虚偽の中傷電話を入れた                                                                      | 主張自体失当。 |
| 教諭の上記行為により、児童は深刻なPTSDに罹った                                                              | 認められない。DSM-IVの診断基準をいずれも充たさない。前田医師の診断は診断の前提事実が事実と大きく乖離しており、信用しがたい |

- 「判断せず」とした項目は、被告福岡市が自白したために、証拠調べによる事実認定の対象にならなかったことによる。
- 「主張自体失当」とした項目は、その事実の有無が法律関係の発生(ここでは不法行為の成立)に関わらないため、事実認定の対象にならなかったことによる。

### 栗田亨(毎日新聞)
毎日新聞の栗田は、同紙全国版のコラムで本事件を取り上げた。
コラムでは、児童・両親の主張するいじめがあったことを前提に、自分が担当しない学級には介入しない教師の閉鎖的な意識が「原因」であると論じた。
栗田は、福田が第1審の裁判の経過を伝えても、教諭の体罰はあったとする自身の見解を変えなかった。

## その他
- 「児童の血が穢れている」との発言は、教諭も否定し、福岡市も裁判所も認めなかったが、教諭が担任を外された後、子供たちが児童に対して「穢れる、近寄るな」などと言っていたことが発覚した[113]。学校や教諭の弁護士らが調べたところ、発言の由来は教諭ではなく、当時の子供たちの間で人気を博していたハリー・ポッターシリーズであることが分かった[17]。
- 福田が本事件をレポートした最初の記事(『新潮45』2004年1月号)では、児童の名前を「田中裕二(仮名・9歳)[114]」と、著名人の同姓同名を用いていた(以降は「浅川裕二」に変更)。なお、この記事とほぼ同時期に爆笑問題が出した書籍では、本事件が漫才のネタとして登場する[115]。
- 2025年6月27日、この事件を元にした映画『でっちあげ〜殺人教師と呼ばれた男』が公開。監督は三池崇史、出演は綾野剛、柴咲コウ、亀梨和也ら[116]。

### 判決
- 福岡高等裁判所2008年11月25日判決

### 書籍
- 烏賀陽弘道・西岡研介  『俺たち訴えられました!』  河出書房新社、2010年3月、55-60頁、161-162頁、ISBN 978-4-309-24513-3。
- 爆笑問題 『こんな世界に誰がした』 幻冬舎、2004年、201-202頁、ISBN 4-344-00460-4。
- 福田ますみ  『でっちあげ ー福岡「殺人教師」事件の真相』  新潮社、2007年1月、ISBN 978-4-10-303671-5。
- 福田ますみ  『でっちあげー福岡「殺人教師」事件の真相』 新潮社〈新潮文庫〉、2010年1月、ISBN 978-4-10-131181-4。

### 雑誌
- 「『死に方教えたろうか』と教え子を恫喝した史上最悪の『殺人教師』」 『週刊文春』 文藝春秋、2003年10月9日号、40-43頁。
- 「史上最悪の『殺人教師』を擁護した史上最低のテレビ局」 『週刊文春』 文藝春秋、2003年10月30日号、38-39頁。
- 福田ますみ 「徹底追跡 福岡発史上最悪『教師のいじめ訴訟』全真相」 『新潮45』 新潮社、2004年1月号、52-63頁。
- 福田ますみ 「稀代の鬼教師か、冤罪か」 『中央公論』 中央公論新社、2006年1月号、214-226頁。
- 福田ますみ「『でっちあげ』事件はまだ終わっていない」 『新潮45』 新潮社、2007年10月号、217-219頁。
- 福田ますみ 「『殺人教師』の汚名を着せられて」 『婦人公論』 中央公論新社  2007年12月7日号、186-189頁。
- 福田ますみ 「史上最悪の殺人教師を”でっち上げた”人権派弁護団」 『正論』 産業経済新聞社、2008年5月号、96-105頁。
- 福田ますみ 「『でっちあげ』モンスター・ペアレンツ勝訴の無茶苦茶」 『新潮45』 新潮社、2009年2月号、78-83頁。
- 福田ますみ「『でっちあげ』から10年 名誉回復された『史上最悪の殺人教師』」 『新潮45』 新潮社、2013年3月号、160-164頁。
- 福田ますみ 「殺人教師にでっち上げられて10年…モンスターペアレントとの長き闘い」 『正論』 産業経済出版社、 2013年5月号、134-145頁。

### 新聞
- 栗田亨「福岡・男児いじめ問題 - 互いに干渉しない担任」毎日新聞2003年11月24日付朝刊。

### ウェブサイト
- 福田ますみ 『でっちあげ』事件、その後。